# Sant Joan
Sant Joan, en catalan et officiellement (San Juan en castillan), est une commune d'Espagne de l'île de Majorque dans la communauté autonome des Îles Baléares. Elle est située au centre de l'île et fait partie de la comarque de la Pla de Mallorca.

## Géographie

Localisation de l'île Majorque dans les Îles Baléares.
Localisation de Sant Joan dans l'île de Majorque.
Localisation de la comarque de la Pla de Mallorca dans l'île de Majorque.

## Personnalités nées à Sant Joan
- Lluís Jaume (1740-1775), missionnaire franciscain
- Miquel Gayà (1917-1998), écrivain et poète de langue catalane
- Miguel Gual (1919-2010), coureur cycliste
- Antonio Karmany (1934- ), coureur cycliste
- Pep Biel (1996- ) footballeur